# سفارة كولومبيا في تشيلي
سفارة كولومبيا في تشيلي هي أرفع تمثيل دبلوماسي لدولة كولومبيا لدى تشيلي. تقع السفارة في سانتياغو وهي تهدف لتعزيز المصالح الكولومبية في تشيلي.

## وصلات خارجية
- قائمة سفارات كولومبيا
- قائمة السفارات في تشيلي